# Sosnove
Sosnove (ucraniano: Сосно́ве; polaco: Ludwipol) es un asentamiento de tipo urbano de Ucrania perteneciente al raión de Rivne en la óblast de Rivne.
En 2017, el asentamiento tenía una población de 2002 habitantes. Desde 2020 es sede de un municipio con una población total de unos siete mil habitantes, que incluye 11 pueblos como pedanías: Adámivka, Bilchaký, Velyki Selyshcha, Vilia, Hlybochok, Húbkiv, Ivánivka, Marynyn, Mochulianka, Sovpá y Jmelivka.
Se ubica a orillas del río Sluch, unos 25 km al sureste de Berezne sobre la carretera T1812.

## Historia
Hasta el siglo XVIII Sosnove no era una localidad, sino una finca rústica de la familia noble Potocki. La finca pertenecía a Hubków, localidad destruida por los suecos en la gran guerra del Norte. En 1755, los Potocki vendieron las tierras a los Bierzyński, que fundaron el pueblo de Ludwipol, recibiendo el topónimo en referencia a la mujer del propietario, llamada Ludwika. En la partición de 1793 pasó a formar parte del Imperio ruso, que lo incluyó en el uyezd de Rivne de la gobernación de Volinia. Durante la época rusa se desarrolló como puerto fluvial, con fábricas de telas y de papel; en esta época dejó de considerarse un pueblo y pasó a considerarse un miasteczko.
En la Segunda República Polaca, el miasteczko de Ludwipol estaba habitado principalmente por judíos, con minorías de polacos y ucranianos. En 1939, la RSS de Ucrania ocupó la localidad, que pasó a ser capital distrital, pero con el estatus de pueblo. Durante la Segunda Guerra Mundial, los invasores alemanes crearon un gueto en el que encerraron a todos los judíos locales, la mayoría de los cuales fueron asesinados en 1942. El pueblo quedó casi destruido en 1943-1944, como consecuencia de los combates entre alemanes, soviéticos y el Ejército Insurgente Ucraniano. En 1945, los polacos locales emigraron a los Territorios Polacos Recuperados.
En 1946, la Unión Soviética dio al pueblo su actual topónimo, que fue repoblado casi exclusivamente por ucranianos en la posguerra. En 1959 adoptó el estatus de asentamiento de tipo urbano. Entre 1962 y 2020, el asentamiento perteneció al raión de Berezne.